# Konkurs im. Władysława Pobóg-Malinowskiego
Konkurs im. Władysława Pobóg-Malinowskiego "Najlepszy Debiut Historyczny Roku w zakresie historii najnowszej" - konkurs dla autorów nieopublikowanych prac magisterskich i doktorskich, poświęconych historii Polski i Polaków w XX wieku. Organizowany od 2007 przez Instytut Pamięci Narodowej oraz Instytut Historii im. Tadeusza Manteuffla Polskiej Akademii Nauk.

## O konkursie[1]
Ogłaszany jest corocznie w dwóch kategoriach: prac magisterskich i prac doktorskich. Prace zgłaszane przez autorów podlegają ocenie Komisji Konkursowej, która powoływana jest przez prezesa IPN oraz dyrektora Instytutu Historii PAN.
Nagrodami dla laureatów są:
- dyplom okolicznościowy
- opublikowanie części lub całości pracy przez Wydawnictwo IPN i IH PAN
- honorarium autorskie wypłacane po podpisaniu umowy wydawniczej

## Laureaci i wyróżnieni w kategorii prac doktorskich

### XVII edycja[2]
Nagroda 1: Karolina Biedka, Laurence Alma-Tadema (1865–1940). Życie i działalność na rzecz Polski i Polaków. Praca napisana pod kierunkiem dr. hab. Marka Białokura prof. UO.
Nagroda 2: Pavel Ablamski, Polityka narodowościowa państwa Polskiego na Polesiu w latach 1921-1939. Praca napisana pod kierunkiem dr. hab. Joanny Gierowskiej-Kałłaur prof. IH PAN.
Wyróżnienie: Przemysław Misiołek, Reżim komunistyczny wobec Cerkwi prawosławnej w Polsce południowo-wschodniej (1944–1989). Praca napisana pod kierunkiem ks. prof. dr. hab. Stanisława Nabywańca.
Wyróżnienie: Katarzyna Zarosa, Budownictwo sakralne w Diecezji Kieleckiej w latach 1945-1989. Praca napisana pod kierunkiem dr. hab. Ryszarda Gryza prof. UJK.
Wyróżnienie: Klaudiusz Grabowski, Cmentarze Gdańska (1945-2015). Praca napisana pod kierunkiem prof. dr. hab. Edmunda Kizika.

## Laureaci i wyróżnieni w kategorii prac magisterskich

### XVII edycja[2]
Nagroda 1: Bartłomiej Wicherek, Zbrodnia pomorska 1939 roku na terenie powiatu toruńskiego: przebieg, miejsce, upamiętnienie. Praca napisana pod kierunkiem prof. dr. hab. Waldemara Rozynkowskiego.
Nagroda 2: Nie przyznano.
Wyróżnienie: Przemysław Stoczyński, Obóz narodowy w Krakowie w latach 1935-1939. Praca napisana pod kierunkiem prof. dr. hab. Janusza Mierzwy prof. UJ.
Wyróżnienie: Jan Nowinowski, Jugosławia w koncepcjach i działaniach Jerzego Giedroycia 1947–1971. Wybrane zagadnienia. Praca napisana pod kierunkiem prof. dr. hab. Andrzeja Żbikowskiego.